# Charles Stein
Charles Stein (ur. 22 marca 1920 w Nowym Jorku, zm. 4 listopada 2016 w Fremont) – amerykański statystyk, profesor Uniwersytetu Stanforda. Autor paradoksu Steina, lematu Steina oraz metody Steina.